# D'Aubat Saint-Flour
 (novembre 2017).
Si vous disposez d'ouvrages ou d'articles de référence ou si vous connaissez des sites web de qualité traitant du thème abordé ici, merci de compléter l'article en donnant les références utiles à sa vérifiabilité et en les liant à la section « Notes et références ».
Œuvres principales
L'Amour d'Arlequin (1752)
Cent contredanses en rond (1757)
Robert Daubat, dit d'Aubat Saint-Flour, est un danseur, maître de danse et maître de ballet français né à Saint-Flour (Cantal) le 8 février 1714 et mort à Gand le 15 décembre 1782.

## Biographie
Fils de sellier, il arrive à Gand en 1752 avec sa femme, la Montoise Michelle Le Quay, et se fait connaître la même année par une pantomime de sa composition, L'Amour d'Arlequin, donnée au Théâtre de Gand du 29 juin au 17 juillet.
Vite devenu indispensable à la vie artistique gantoise, d'Aubat dirige tantôt les danses, tantôt les chœurs, lors des représentations données par les élèves du collège des Jésuites. On lui doit notamment Nabuchodonosor (1758), Lapsus angelorum (1759), Jacobus Machabæorum natu-minimus (1760) et Susanna (1762). Il édite également trois motets italiens en 1762 et, en 1768, il est inscrit comme second violon dans l'orchestre du Théâtre de Gand. Jusqu'en 1780, il est également « maître de danse des collèges et des couvents à pensionnats ».
D'Aubat est surtout l'auteur d'un recueil de contredanses intitulé Cent contredanses en rond propres à exécuter sur toutes sortes d'instruments, avec les basses chiffrées pour le clavecin (Gand, 1757). L'ouvrage a connu au moins quatre éditions postérieures enrichies chacune de 6 contredanses, portant le nombre de danses de l'édition définitive (1767) à 124. La liste des souscripteurs indique que le volume fut tiré à 130 exemplaires environ, dont il subsiste moins d'une dizaine dans les collections publiques.